# Água Santa
Água Santa är en kommun i Brasilien.   Den ligger i delstaten Rio Grande do Sul, i den södra delen av landet, 1 400 km söder om huvudstaden Brasília. Antalet invånare är 3 726.
Omgivningarna runt Água Santa är en mosaik av jordbruksmark och naturlig växtlighet. Runt Água Santa är det mycket glesbefolkat, med 7 invånare per kvadratkilometer.